# Vihiga Queens Football Club
Dernière mise à jour : 25 juillet 2022.
Le Vihiga Queens FC est un club de football féminin kenyan basé à Mbale dans le comté de Vihiga, fondé en 2014 et évoluant en Women Premier League.

## Histoire
Le club est d'abord créé sous le nom de Kidundu Ladies. Il participe à des tournois locaux.
En 2014, le gouvernement du comté de Vihiga en fait la section féminine du Vihiga United (en). Les Vihiga Queens remportent le championnat de deuxième division kenyan dès 2015 et sont promues en première division.
Pour leur première saison dans l'élite, les Vihiga Queens déjouent les pronostics et atteignent la 2e place, derrière les Thika Queens. La saison suivante, l'équipe remporte son premier titre national, puis conserve son titre pendant deux saisons, terminant la saison 2019 avec une seule défaite au compteur.
La saison 2020 ayant été abandonnée à cause de la pandémie de Covid-19, les Vihiga Queens sont désignées représentantes du Kenya pour la première Ligue des champions de la CECAFA, disputée à Nairobi. L'entraîneur Alex Alumira, au club depuis le début, démissionne jute avant la compétition. Après avoir éliminé les Simba Queens tanzaniennes en demi-finales, les Vihiga Queens dominent les Éthiopiennes du CBE FC en finale pour décrocher le titre et se qualifier pour la première Ligue des champions africaine. Elles terminent dernière de leur poule après une victoire face à l'AS FAR (2-0) et deux défaites face aux Mamelodi Sundowns (0-1) et aux Rivers Angels (0-4).
Après un nouveau titre remporté en 2022, les Vihiga Queens ne peuvent finalement pas défendre leurs chances en CECAFA car la fédération kenyane a été suspendue par la FIFA.

## Palmarès du club
| Compétitions nationales | Compétitions internationales                            |
| - Championnat du Kenya (5) : - Champion : 2017, 2018, 2019, 2022, 2023 - Championnat du Kenya de deuxième division (1) : - Champion : 2015 - Supercoupe du Kenya (0) : - Finaliste : 2023 | - Ligue des champions du CECAFA (1) : - Champion : 2021 |